# Вильгельм де Сен-Кале
Вильгельм де Сен-Кале (англ. William de St Calais, William de St Carilef; умер в 1096) — епископ Даремский (с 1081 года) и один из главных советников английского короля Вильгельма II.

## Биография
Вильгельм был монахом, а затем приором монастыря Сен-Кале в Мэне, который в то время входил в состав англонормандской монархии Вильгельма I Завоевателя. В 1081 году он был избран епископом Дарема — главного форпоста нормандского влияния на севере Англии, пользующегося широкой внутренней автономией. При Вильгельме Дарем был восстановлен после разрушений, причинённых шотландскими вторжениями и мятежами англосаксонского населения, а в 1083 году здесь был заново основан монастырь Святого Кутберта, который стал центром церковного возрождения Северной Англии. Вильгельм де Сен-Кале также начал строительство знаменитого Даремского собора, который стал одним из самых ярких памятников англонормандской архитектуры.
В последние годы жизни короля Вильгельма Завоевателя епископ Даремский приобрёл значительное влияние при дворе, часто участвовал в заседаниях Большого совета и королевской курии и, по всей видимости, выполнял функции главного советника Вильгельма по делам Северной Англии. После смерти Завоевателя в 1087 году влияние епископа ещё более увеличилось: он занял одно из первых мест при дворе нового короля Вильгельма II и оказывал существенное влияние на его политику. Однако во время восстания 1088 года Вильгельм де Сен-Кале занял осторожную позицию и сблизился с мятежниками. После подавления восстания епископ был вызван на суд короля по обвинению в государственной измене. Судебный процесс Вильгельма де Сен-Кале — первый в Англии, о котором до настоящего времени сохранился подробный отчёт современника. Епископ апеллировал к своему статусу духовного лица, неподсудного светскому суду, и даже представил королю Псевдоиседоровы декреталии (которые в то время считались подлинными), устанавливающие гарантии судебного иммунитета епископов. Однако, опираясь на прецедент суда Вильгельма I над епископом Байё Одо, было вынесено решение о конфискации всех владений Вильгельма де Сен-Кале, предоставленных ему на лённом праве. Епископу было разрешено покинуть Англию, при условии сдачи королю Даремского замка.
Вильгельм отправился в Нормандию, где находился при дворе герцога Роберта Куртгёза до 1091 года. С течением времени он примирился с королём Англии и 14 ноября 1091 года был восстановлен на посту епископа Даремского и вновь стал советником Вильгельма II. В 1093 года король вернул епископу все ранее конфискованные земли. После своей реставрации Вильгельм де Сен-Кале оставался преданным соратником короля. Во время конфликта последнего с архиепископом Ансельмом Кентерберийским, де Сен-Кале безоговорочно поддержал короля и потребовал, чтобы Ансельм был смещён и изгнан из страны, несмотря на то, что ранее выступал с той же позиции примата папы римского над королевской властью. Несмотря на это, вскоре Вильгельм де Сен-Кале потерял доверие короля и лишился своего влияния при дворе. В январе 1096 года епископ скончался во время очередного судебного процесса в королевском суде в Олд-Виндзоре, в Беркшире.